# Золотой глобус (премия, 1975)
32-я церемония вручения наград премии «Золотой глобус»

25 января 1975 года
Лучший фильм (драма): 

«Китайский квартал»
Лучший фильм (комедия или мюзикл): 

«Самый длинный ярд»
Лучшое ТВ-шоу (драма): 

«Вверх и вниз по лестнице»
Лучшое ТВ-шоу (комедия или мюзикл): 

«Рода»
< 31-я Церемонии вручения 33-я >
32-я церемония вручения наград премии «Золотой глобус» за заслуги в области кинематографа и телевидения за 1974 год состоялась 25 января 1975 года в «Beverly Hilton Hotel» (Лос-Анджелес, Калифорния, США).

## Список лауреатов и номинантов
Победители выделены отдельным цветом. 

### Игровое кино
| Категории                                | Лауреаты и номинанты                                                                               | Лауреаты и номинанты                                                           |
| ---------------------------------------- | -------------------------------------------------------------------------------------------------- | ------------------------------------------------------------------------------ |
| Лучший фильм (драма)                     | • Китайский квартал / Chinatown                                                                    | • Китайский квартал / Chinatown                                                |
| Лучший фильм (драма)                     | • Разговор / The Conversation                                                                      |                                                                                |
| Лучший фильм (драма)                     | • Землетрясение / Earthquake                                                                       |                                                                                |
| Лучший фильм (драма)                     | • Крёстный отец 2 / The Godfather Part II                                                          |                                                                                |
| Лучший фильм (драма)                     | • Женщина под влиянием / A Woman Under the Influence                                               |                                                                                |
| Лучший фильм (комедия или мюзикл)        | • Самый длинный ярд / The Longest Yard                                                             | • Самый длинный ярд / The Longest Yard                                         |
| Лучший фильм (комедия или мюзикл)        | • Три мушкетёра / The Three Musketeers                                                             |                                                                                |
| Лучший фильм (комедия или мюзикл)        | • Маленький принц / The Little Prince                                                              |                                                                                |
| Лучший фильм (комедия или мюзикл)        | • Первая полоса / The Front Page                                                                   |                                                                                |
| Лучший фильм (комедия или мюзикл)        | • Гарри и Тонто / Harry and Tonto                                                                  |                                                                                |
| Лучший режиссёр                          | | • Роман Полански за фильм «Китайский квартал»                                  |
| Лучший режиссёр                          | • Джон Кассаветис — «Женщина под влиянием»                                                         |                                                                                |
| Лучший режиссёр                          | • Фрэнсис Форд Коппола — «Разговор»                                                                |                                                                                |
| Лучший режиссёр                          | • Фрэнсис Форд Коппола — «Крёстный отец 2»                                                         |                                                                                |
| Лучший режиссёр                          | • Боб Фосс — «Ленни»                                                                               |                                                                                |
| Лучшая мужская роль (драма)              | | • Джек Николсон — «Китайский квартал» (за роль Джейка Гиттеса)                 |
| Лучшая мужская роль (драма)              | • Джеймс Каан — «Игрок» (за роль Акселя Фрида)                                                     |                                                                                |
| Лучшая мужская роль (драма)              | • Джин Хэкмен — «Разговор» (за роль Гарри Коула)                                                   |                                                                                |
| Лучшая мужская роль (драма)              | • Дастин Хоффман — «Ленни» (за роль Ленни Брюса)                                                   |                                                                                |
| Лучшая мужская роль (драма)              | • Аль Пачино — «Крёстный отец 2» (за роль Майкла Корлеоне)                                         |                                                                                |
| Лучшая женская роль (драма)              | Джина Роулендс                                                                                     | • Джина Роулендс — «Женщина под влиянием» (за роль Мэйбл Лонгетти)             |
| Лучшая женская роль (драма)              | Джина Роулендс                                                                                     | • Эллен Бёрстин — «Алиса здесь больше не живёт» (за роль Алисы Хайатт)         |
| Лучшая женская роль (драма)              | Джина Роулендс                                                                                     | • Фэй Данауэй — «Китайский квартал» (за роль Эвелин Кросс Малрей)              |
| Лучшая женская роль (драма)              | Джина Роулендс                                                                                     | • Валери Перрин — «Ленни» (за роль Хани Брюс)                                  |
| Лучшая женская роль (драма)              | Джина Роулендс                                                                                     | • Лив Ульман — «Сцены из супружеской жизни» (за роль Марианны)                 |
| Лучшая мужская роль (комедия или мюзикл) | | • Арт Карни — «Гарри и Тонто» (за роль Гарри Кумбса)                           |
| Лучшая мужская роль (комедия или мюзикл) | • Джеймс Эрл Джонс — «Клодин» (за роль Руперта «Рупа» Б. Маршалла)                                 |                                                                                |
| Лучшая мужская роль (комедия или мюзикл) | • Джек Леммон — «Первая полоса» (за роль Хилди Джонсона)                                           |                                                                                |
| Лучшая мужская роль (комедия или мюзикл) | • Уолтер Маттау — «Первая полоса» (за роль Уолтера Бернса)                                         |                                                                                |
| Лучшая мужская роль (комедия или мюзикл) | • Бёрт Рейнольдс — «Самый длинный ярд» (за роль Пола Круи)                                         |                                                                                |
| Лучшая женская роль (комедия или мюзикл) | | • Ракель Уэлч — «Три мушкетёра» (за роль Констанции Бонасье)                   |
| Лучшая женская роль (комедия или мюзикл) | • Люсиль Болл — «Мейм» (за роль Мейм Деннис)                                                       |                                                                                |
| Лучшая женская роль (комедия или мюзикл) | • Дайан Кэрролл — «Клодин» (за роль Клодин Прайс)                                                  |                                                                                |
| Лучшая женская роль (комедия или мюзикл) | • Хелен Хейс — «Герби снова на ходу» (за роль миссис Штайнмец)                                     |                                                                                |
| Лучшая женская роль (комедия или мюзикл) | • Клорис Личмен — «Молодой Франкенштейн» (за роль фрау Блюхер)                                     |                                                                                |
| Лучшая мужская роль второго плана        | | • Фред Астер — «Ад в поднебесье» (за роль Харли Клэйборна)                     |
| Лучшая мужская роль второго плана        | • Эдди Альберт — «Самый длинный ярд» (за роль начальника тюрьмы Рудольфа Хейзена)                  |                                                                                |
| Лучшая мужская роль второго плана        | • Брюс Дерн — «Великий Гэтсби» (за роль Тома Бьюкенена)                                            |                                                                                |
| Лучшая мужская роль второго плана        | • Джон Хьюстон — «Китайский квартал» (за роль Ноя Кросса)                                          |                                                                                |
| Лучшая мужская роль второго плана        | • Сэм Уотерстон — «Великий Гэтсби» (за роль Ника Кэррауэя)                                         |                                                                                |
| Лучшая женская роль второго плана        | | • Карен Блэк — «Великий Гэтсби» (за роль Миртл Уилсон)                         |
| Лучшая женская роль второго плана        | • Беатрис Артур — «Мейм» (за роль Веры Чарльз)                                                     |                                                                                |
| Лучшая женская роль второго плана        | • Дженнифер Джонс — «Ад в поднебесье» (за роль Лизолетт Мюллер)                                    |                                                                                |
| Лучшая женская роль второго плана        | • Мэдлин Кан — «Молодой Франкенштейн» (за роль Элизабет)                                           |                                                                                |
| Лучшая женская роль второго плана        | • Дайан Ладд — «Алиса здесь больше не живёт» (за роль Фло)                                         |                                                                                |
| Лучший дебют актёра                      | | • Джозеф Боттомс — «Голубь»                                                    |
| Лучший дебют актёра                      | • Джеймс Хэмптон — «Самый длинный ярд»                                                             |                                                                                |
| Лучший дебют актёра                      | • Ли Страсберг — «Крёстный отец 2»                                                                 |                                                                                |
| Лучший дебют актёра                      | • Стивен Уорнер — «Маленький принц»                                                                |                                                                                |
| Лучший дебют актёра                      | • Сэм Уотерстон — «Великий Гэтсби»                                                                 |                                                                                |
| Лучший дебют актрисы                     | | • Сьюзан Флэннери — «Ад в поднебесье»                                          |
| Лучший дебют актрисы                     | • Джули Голсон — «Where the Lilies Bloom»                                                          |                                                                                |
| Лучший дебют актрисы                     | • Валери Харпер — «Фриби и Бин»                                                                    |                                                                                |
| Лучший дебют актрисы                     | • Хелен Редди — «Аэропорт 1975»                                                                    |                                                                                |
| Лучший дебют актрисы                     | • Энн Тёркел — «Мёртв на 99,44%»                                                                   |                                                                                |
| Лучший сценарий                          | | • Роберт Таун — «Китайский квартал»                                            |
| Лучший сценарий                          | • Джон Кассаветис — «Женщина под влиянием»                                                         |                                                                                |
| Лучший сценарий                          | • Фрэнсис Форд Коппола — «Разговор»                                                                |                                                                                |
| Лучший сценарий                          | • Фрэнсис Форд Коппола и Марио Пьюзо — «Крёстный отец 2»                                           |                                                                                |
| Лучший сценарий                          | • Стёрлинг Силлифант — «Ад в поднебесье»                                                           |                                                                                |
| Лучшая музыка к фильму                   | • Алан Джей Лёрнер за музыку к фильму «Маленький принц»                                            | • Алан Джей Лёрнер за музыку к фильму «Маленький принц»                        |
| Лучшая музыка к фильму                   | • Кармине Коппола и Нино Рота — «Крёстный отец 2»                                                  |                                                                                |
| Лучшая музыка к фильму                   | • Джерри Голдсмит — «Китайский квартал»                                                            |                                                                                |
| Лучшая музыка к фильму                   | • Джон Уильямс — «Землетрясение»                                                                   |                                                                                |
| Лучшая музыка к фильму                   | • Пол Уильямс — «Призрак рая»                                                                      |                                                                                |
| Лучшая песня                             | • Benji’s Theme (I Feel Love) — «Бенджи» — музыка: Юэл Бокс, слова: Бетти Бокс                     | • Benji’s Theme (I Feel Love) — «Бенджи» — музыка: Юэл Бокс, слова: Бетти Бокс |
| Лучшая песня                             | • I Never Met a Rose — «Маленький принц» — музыка: Фредерик Лоу, слова: Алан Джей Лёрнер           |                                                                                |
| Лучшая песня                             | • On and On — «Клодин» — музыка и слова: Кёртис Мэйфилд                                            |                                                                                |
| Лучшая песня                             | • Sail the Summer Winds — «Голубь» — музыка: Джон Барри, слова: Дон Блэк                           |                                                                                |
| Лучшая песня                             | • We May Never Love Like This Again — «Ад в поднебесье» — музыка и слова: Джоэл Хёршхорн и Эл Кэша |                                                                                |
| Лучший иностранный фильм                 | • Сцены из супружеской жизни / Scener ur ett äktenskap (Швеция)                                    | • Сцены из супружеской жизни / Scener ur ett äktenskap (Швеция)                |
| Лучший иностранный фильм                 | • Амаркорд / Amarcord (Италия)                                                                     |                                                                                |
| Лучший иностранный фильм                 | • Ученичество Дадди Крэвица / The Apprenticeship of Duddy Kravitz (Канада)                         |                                                                                |
| Лучший иностранный фильм                 | • Лакомб Люсьен / Lacombe Lucien (Франция)                                                         |                                                                                |
| Лучший иностранный фильм                 | • Приключения раввина Якова / Les Aventures de Rabbi Jacob (Франция)                               |                                                                                |

### Документальное кино
| Лучший документальный фильм | • Животные — прекрасные люди / Animals Are Beautiful People |
| Лучший документальный фильм | • Birds Do It, Bees Do It                                   |
| Лучший документальный фильм | • Сердца и мысли / Hearts and Minds                         |
| Лучший документальный фильм | • Я — танцовщик / I Am a Dancer                             |
| Лучший документальный фильм | • Janis                                                     |

### Телевизионные награды
| Категории                                      | Лауреаты и номинанты                                                      | Лауреаты и номинанты                                                              |
| ---------------------------------------------- | ------------------------------------------------------------------------- | --------------------------------------------------------------------------------- |
| Лучшое ТВ-шоу (драма)                          | • Вверх и вниз по лестнице / Upstairs, Downstairs                         | • Вверх и вниз по лестнице / Upstairs, Downstairs                                 |
| Лучшое ТВ-шоу (драма)                          | • Коломбо / Columbo                                                       |                                                                                   |
| Лучшое ТВ-шоу (драма)                          | • Коджак / Kojak                                                          |                                                                                   |
| Лучшое ТВ-шоу (драма)                          | • Полицейская история / Police Story                                      |                                                                                   |
| Лучшое ТВ-шоу (драма)                          | • Улицы Сан-Франциско / The Streets of San Francisco                      |                                                                                   |
| Лучшое ТВ-шоу (драма)                          | • Уолтоны / The Waltons                                                   |                                                                                   |
| Лучшое ТВ-шоу (комедия или мюзикл)             | • Рода / Rhoda                                                            | • Рода / Rhoda                                                                    |
| Лучшое ТВ-шоу (комедия или мюзикл)             | • Все в семье / All in the Family                                         |                                                                                   |
| Лучшое ТВ-шоу (комедия или мюзикл)             | • Шоу Кэрол Бёрнетт / The Carol Burnett Show                              |                                                                                   |
| Лучшое ТВ-шоу (комедия или мюзикл)             | • Шоу Мэри Тайлер Мур / The Mary Tyler Moore Show                         |                                                                                   |
| Лучшое ТВ-шоу (комедия или мюзикл)             | • Мод / Maude                                                             |                                                                                   |
| Лучшая мужская роль на ТВ (драма)              |                                                                           | • Телли Савалас — «Коджак» (за роль лейтенанта Тео Коджака)                       |
| Лучшая мужская роль на ТВ (драма)              | • Майк Коннорс — «Менникс» (англ.) (за роль Джо Менникса)                 |                                                                                   |
| Лучшая мужская роль на ТВ (драма)              | • Майкл Дуглас — «Улицы Сан-Франциско» (за роль инспектора Стива Келлера) |                                                                                   |
| Лучшая мужская роль на ТВ (драма)              | • Питер Фальк — «Коломбо» (за роль лейтенанта Коломбо)                    |                                                                                   |
| Лучшая мужская роль на ТВ (драма)              | • Ричард Томас — «Уолтоны» (за роль Джона-Боя Уолтона мл.)                |                                                                                   |
| Лучшая женская роль на ТВ (драма)              |                                                                           | • Энджи Дикинсон — «Женщина-полицейский» (за роль срж. Сюзанны «Пеппер» Андерсон) |
| Лучшая женская роль на ТВ (драма)              | • Тереза Грейвз — «Завоюй любовь Кристи» (за роль Кристи Лав)             |                                                                                   |
| Лучшая женская роль на ТВ (драма)              | • Майкл Лернд — «Уолтоны» (за роль Оливии Уолтон)                         |                                                                                   |
| Лучшая женская роль на ТВ (драма)              | • Джин Марш — «Вверх и вниз по лестнице» (за роль Роуз)                   |                                                                                   |
| Лучшая женская роль на ТВ (драма)              | • Ли Меривезер — «Барнаби Джонс» (англ.) (за роль Бетти Джонс)            |                                                                                   |
| Лучшая мужская роль на ТВ (комедия или мюзикл) | Алан Алда                                                                 | • Алан Алда — «МЭШ» (за роль капитана Бенджамина Франклина Пирса)                 |
| Лучшая мужская роль на ТВ (комедия или мюзикл) | Алан Алда                                                                 | • Эдвард Аснер — «Шоу Мэри Тайлер Мур» (за роль Лу Гранта)                        |
| Лучшая мужская роль на ТВ (комедия или мюзикл) | Алан Алда                                                                 | • Редд Фокс — «Санфорд и сын» (англ.) (за роль Фреда Г. Санфорда)                 |
| Лучшая мужская роль на ТВ (комедия или мюзикл) | Алан Алда                                                                 | • Боб Ньюхарт — «Шоу Боба Ньюхарта» (англ.) (за роль д-ра Роберта «Боба» Хартли)  |
| Лучшая мужская роль на ТВ (комедия или мюзикл) | Алан Алда                                                                 | • Кэрролл О’Коннор — «Все в семье» (за роль Арчи Банкера)                         |
| Лучшая женская роль на ТВ (комедия или мюзикл) |                                                                           | • Валери Харпер — «Рода» (за роль Роды Моргенштерн-Джерард)                       |
| Лучшая женская роль на ТВ (комедия или мюзикл) | • Кэрол Бёрнетт — «Шоу Кэрол Бёрнетт» (за роли различных персонажей)      |                                                                                   |
| Лучшая женская роль на ТВ (комедия или мюзикл) | • Мэри Тайлер Мур — «Шоу Мэри Тайлер Мур» (за роль Мэри Ричардс)          |                                                                                   |
| Лучшая женская роль на ТВ (комедия или мюзикл) | • Эстер Ролли — «Добрые времена» (англ.) (за роль Флориды Эванс)          |                                                                                   |
| Лучшая женская роль на ТВ (комедия или мюзикл) | • Джин Стэплтон — «Все в семье» (за роль Эдит Банкер)                     |                                                                                   |
| Лучший актёр второго плана на ТВ               |                                                                           | • Харви Корман — «Шоу Кэрол Бёрнетт» (за роли различных персонажей)               |
| Лучший актёр второго плана на ТВ               | • Уилл Гир — «Уолтоны» (за роль дедушки Уолтона)                          |                                                                                   |
| Лучший актёр второго плана на ТВ               | • Гэвин Маклауд — «Шоу Мэри Тайлер Мур» (за роль Мюррея Слотера)          |                                                                                   |
| Лучший актёр второго плана на ТВ               | • Уитман Майо — «Санфорд и сын» (за роль Грэйди Уилсона)                  |                                                                                   |
| Лучший актёр второго плана на ТВ               | • Джимми Уокер — «Добрые времена» (за роль Джеймса Дж. Дж. Эванса мл.)    |                                                                                   |
| Лучшая актриса второго плана на ТВ             | [[Файл:\|200px]]                                                          | • Бетти Гарретт — «Все в семье» (за роль Ирен Лоренцо)                            |
| Лучшая актриса второго плана на ТВ             | [[Файл:\|200px]]                                                          | • Эллен Корби — «Уолтоны» (за роль Эстер Уолтон)                                  |
| Лучшая актриса второго плана на ТВ             | [[Файл:\|200px]]                                                          | • Джулия Кавнер — «Рода» (за роль Бренды Моргенштерн)                             |
| Лучшая актриса второго плана на ТВ             | [[Файл:\|200px]]                                                          | • Вики Лоуренс — «Шоу Кэрол Бёрнетт» (за роли различных персонажей)               |
| Лучшая актриса второго плана на ТВ             | [[Файл:\|200px]]                                                          | • Нэнси Уокер — «Макмиллан и жена» (англ.) (за роль Милдред)                      |

### Специальные награды
| Награда                                                     | Лауреаты         | Лауреаты                                                              |
| ----------------------------------------------------------- | ---------------- | --------------------------------------------------------------------- |
| Премия Сесиля Б. Де Милля (Награда за вклад в кинематограф) |                  | • Хэл Б. Уоллис                                                       |
| Премия Генриетты Henrietta Award (World Film Favorites)     | Роберт Редфорд   | • Роберт Редфорд                                                      |
| Премия Генриетты Henrietta Award (World Film Favorites)     | Барбра Стрейзанд | • Барбра Стрейзанд                                                    |
| Мисс Золотой глобус 1975 (Символическая награда)            | Мелани Гриффит   | • Мелани Гриффит (дочь актёра Питера Гриффита и актрисы Типпи Хедрен) |